# Парк Мирисне планине
Парк Мирисне планине (кин. 香山公园, традиционални карактери 香山公園, пинјин Xiāngshān gōngyuán), раније познат као „Парк Ђингји“ (кин. 静宜园, традиционални карактери 靜宜園, пинјин Jìng yi yuán), био је краљевска башта династије Ћинг и налази се у Трговачкој улици број 40, округ Хајдјен у Пекингу. У Пекингу се традиционално сваке јесени ужива у посматрању црвеног лишћа, и тада обично Парк Мирисне планине посете десетине хиљада посетилаца.

## Историја
Парк Мирисне планине се налази у подножју Западних планина и покрива територију од 188 хектара. Парк је добио назив по Мирисној планини (кин. 香山, традиционални карактери 香山, пинјин Xiāngshān), чији се врх Сјанглу (кин. 香炉, традиционални карактери 香爐, пинјин Xiānglú) назива још и Гуиђиенчоу (кин. 鬼见愁, традиционални карактери 鬼見愁, пинјин Guǐ jiàn chóu). Висина овог врха је 575 m. Садашњи храм Јунг'ан (кин. 永安, традиционални карактери 永安, пинјин Yǒng'ān) Мирисне планине (Храм Мирисне планине) саграђен је за време династије Ђин. Цар Шицунг је у двадесет шестој години своје владавине храму доделио име „Велики Јунг'ан храм“, и наложио да се поред њега изгради привремена царска резиденција. За време владавине цара Џангцунга династије Ђин, овде се налазило једно од осам склоништа од поплава на Западним планинама. Након тога, овај храм пролази кроз сталне реновације. За време династија Јуен и Минг, царска породица је на Мирисној планини градила палате, у којима би се цар одмарао када би сваког лета и јесени ишао у лов. У шеснаестој години владавине цара Кангсија (1677), династије Ћинг, цар је почео да гради палату Мирисне планине. У тринаестој години владавине цара Јунгџенга (1735), палата је проширена. У десетој години владавине Ћиенлунга (1745) почела је изградња великог царског врта Мирисне планине (касније назван „Парк Ђингји“), и установљено је двадесет осам знаменитости парка. У дванаестој години владавине Ћиенлунга (1747), цар је променио име палате Мирисне планине у Парк Ђингји. У комплексу названом „Три планине и пет вртова“ формираном током династије Ћинг, Парк Ђингји убраја се и као планина (Мирисна планина) и као парк (Парк Ђингји). Овај парк је такође једна од осам локација Пекинга са којих се могу посматрати бели врхови Западних планина.
Десете године владавине Сјенфенга (1860), за време Другог опијумског рата, Парк Ђингји су спалиле и уништиле британске и француске трупе. Двадесет шесте године владавине Гуангсјуа (1900), Парк Ђингји се опет сусрео са уништењем од стране Алијансе осам држава. Јинг Љенџи 1913. године у парку оснива друштво Фужен које окупља и образује католичку омладину, и које је претеча Фужен католичког универзитета у Пекингу. Такође 1913. године је провинцију Џили задесила поплава, и Сјунг Силинг оснива „Сиротиште Мирисне планине“. За време Републике Кине, парк су – изузевши сиротиште – заузели истакнути људи различитих профила, који су у њему градили приватне виле. Централни комитет комунистичке партије се 25. марта 1949. године стационирао на Мирисној планини али се крајем исте године преместио у унутрашњост Пекинга. Парк Ђингји се 1956. године званично отвара за посетиоце као Парк Мирисне планине. Храм азурних облака је после реновација 1979. године постао део Парка Мирисне планине и отворен је за јавност.
Шума прекрива 96% Парка Мирисне планине, у њему има више од 5800 стабала древног дрвећа, што представља четвртину свог древног дрвећа старог Пекинга. По квалитету ваздуха, Парк Мирисне планине је један од најздравијих делова Пекинга. Црвено лишће Парка Мирисне планине је 1986. године уврштено у шеснаест знаменитости новог Пекинга. У питању је лишће 14 различитих родова 8 породица дрвећа, чији број достиже 140.000, простирући се на простору од око 90 хектара. Међу њима, доминантна врста је Рујевина, која броји 100.000 стабала и простире се на 80 хектара земље. Од 1993. године, Парк Мирисне планине из године у годину бива проглашен културним добром главног града. Национална туристичка организација Кине 2001. године проглашава Парк Мирисне планине националном туристичком знаменитошћу нивоа АААА. Парк Мирисне планине је 2002. године именован првим „Драгоценим парком Пекинга“.

## Изглед
Парк Ђингји је првобитно имао двадесет осам знаменитости. Након уништења за време Другог опијумског рата, од оригиналних здања – осим централног Храма Џао – ништа није остало. Власти су 2002. године уложиле 10 милиона јуана у сврху реновирања дворане Ћинџенг, и 2003. године реновирана дворана је отворена за посетиоце. Пројекат поновне изградње Храма Мирисне планине започет је 2012. године. Од 1984. до 2012. године од двадесет осам знаменитости, шест је реновирано (Стена драгог камења, Зелени павиљон, звоно Гејун, пећина Јухуа, дворана Ћинџенг и извор Јужу), док је од преосталих двадесет два, њих шест (торањ Лиџу, торањ Ћијун, павиљон Лајћинг, просторија Сјангјен, зграда Сјуланг) немогуће реконструисати због чињенице да су на њиховим оригиналним локацијама друга нова здања, попут хотела „Мирисна планина“, или је оригинални изглед здања непознат. Планирана је реконструкција преосталих шеснаест, од којих је реконструкција Храма Мирисне планине пројекат највећег обима.